# あの、夏の日
『あの、夏の日 とんでろ じいちゃん』（あの なつのひ とんでろ じいちゃん）は、大林宣彦監督の映画作品。「新尾道三部作」の第3作。原作は山中恒の小説『とんでろ じいちゃん』。

## 作品概要
1998年の尾道市制100周年を記念し、“新尾道三部作”と称して“尾道三部作”（『転校生』・『時をかける少女』・『さびしんぼう』）に倣った尾道を舞台にする3映画作品が製作されることになり、それに伴い『ふたり』・『あした』に続く最終作として製作されたのが本映画である。1998年の夏に撮影が行われ、1998年12月13日に試写会が行われた。
それまでに制作された“尾道三部作”・“新尾道三部作”の計5作品とは異なり、主人公には老父とその孫を登用した、幻想的な展開の作品になっている。また、それまでの映画ではほとんど使われていなかった尾道弁も頻繁に表れている。
なお原作者は、この作品が尾道を舞台に映画化するという提案を受けたとき、内容が破天荒なこの作品で本当にいいのかと、問い返したとされている。
文部省(現・文部科学省)選定。日本PTA全国協議会特別推薦、厚生省(現・厚生労働省)・中央児童福祉審議会推薦、青少年育成国民会議推薦、全国防犯協会連合会推薦映画。
冒頭のテロップで、「20世紀を生きたおじいちゃんと、21世紀を生きるこどもたちにこの映画を贈る」と表記される。
なお、原作は尾道ではなく西方町という架空の市町村が舞台となっている。

## ストーリー（映画）
おじいちゃん（大井賢司郎）に認知症の症状が見られるということを知った大井由太の両親はおじいちゃんのお見舞いに行こうとする。しかし、2人とも仕事が忙しくて父の故郷である尾道までどうしても行くことができない。そこで、いつも一人で考え事をしていて、「ボケタ」とあだ名をつけられた孫の由太が、夏休みの間おじいちゃんのもとへ行くことに。
尾道の祖父宅に着いた由太は、おじいちゃんと会話して「しっかりしてるようだけど本当にボケちゃったのかな？」と半信半疑。そんな由太に、おじいちゃんは「わしはボケとらん！」と言った後、子供時代のタマムシの思い出を聞かせ、「夢のまきまきに…」と古い歌を口ずさむ。その日から由太は、おじいちゃんとスイカを食べたり花火をして尾道の夏を過ごしていくが、そこで不思議なことをたくさん知ることになる。
ある日メダカ取りに誘われて家の外に出る由太だが、おじいちゃんが呪文を唱えた途端体がフワッと浮いて空と時間を飛び超える。過去の向島にたどり着いたおじいちゃんと由太（以下、2人と表記）は、おじいちゃんの少年時代の悪友・多吉や喋るコイ、父の子供時代の学友たちに出会うなど不思議な体験をする。おじいちゃんの呪文で祖父宅（現在）に戻った由太は「さっきのは夢？」と思うが、後日向島の住民の話で数十年前に多吉が実在したことを知る。その人の話では、「多吉は1922年に長恵寺(ちょうけいじ)の弥勒像の右の小指を誤って紛失し、バチが当たって翌日死んだ」という。
多吉やおじいちゃんの過去に興味を持った由太は、おじいちゃんの不思議な力で再び時空を超えて過去の向島に訪れる。向島で少年時代のおじいちゃん（以下、〈賢司郎〉と表記）を見つけた2人は、彼の行動をこっそり覗き見することに。多吉に呼ばれて長恵寺に行った〈賢司郎〉は、弥勒像の右手に留まるタマムシを取ろうとする。しかし誤って像の右小指を紛失した〈賢司郎〉は、多吉から「身代わりになるから口止め料がほしい」との頼みを聞いてしまう。
その後由太は、〈賢司郎〉と病弱な少女・お玉との淡い恋模様を目撃し、「夢のまきまきに…」の歌がおじいちゃんとお玉の思い出の歌だと知る。お玉は「秋まで生きること」を〈賢司郎〉と指切りげんまんするが、約束が果たされることなく秋になる前に天国に旅立ってしまう。由太と現在に戻ったおじいちゃんは、「わしが弥勒像の小指を失くしたからお玉が死んだに違いない」と自分を責める。
しかし違和感を感じた由太はおじいちゃんを励ました後、真実を確かめに〈賢司郎〉がタマムシを取りに行く直前の長恵寺へと向かう。すると像の右小指を壊した真犯人は多吉で、〈賢司郎〉はその罪をなすり付けられていたことが判明する。真実を知ったおじいちゃんは安堵し、おじいちゃんの少年時代を知ることができた由太も満足する。
2人が現在に戻った後、長恵寺では突然像の右小指が見つかり、弥勒像の右手は修復されて無事元通りになる。その後おじいちゃんは倒れてとうとう亡くなり、由太はこの夏を通しておじいちゃんが尾道を大事に思っていることや自分で体験することの大切さ、人生の輝きと儚さなど子供ながらに色々と学んだ。そして由太は、おじいちゃんと過ごした夏の日や、2人で飛んだ尾道の空を思い出に東京へと帰っていく。数日後、由太が自宅の窓からふと外を見上げると、亡くなってから空を飛ぶおじいちゃんとの思わぬ再会に笑顔を見せるのだった。

## キャスト
大井賢司郎/大井賢之助
演 - 小林桂樹（一人二役）
年は80歳前後。元教員であり、過去に尾道の高校の校長先生もしていた威厳のある人物であるため家族や周囲からも一目置かれており、小さい頃に会った由太からは「立派な人だけどおっかない性格」と評されている。最近おかしな言動をするようになったため、亀乃など身近な人たちから“ボケてきた”と思われている（磯谷という家の葬式でラジオ体操の号泣をかけたり、勝手によその家に上がり込んで仏壇のお供物の白玉団子を食べるなどしていた）。日常生活で時々「夢のまきまきに…」の歌（「ジョスランの子守歌」)を口ずさむ。外出時はカンカン帽にアイボリー色の着物を着て下駄を履いて杖をついて歩く。昔気質な性格なため尾道の街並みが時代の流れにより変わっていくことを嘆いており、地元と向島を繋ぐ尾道大橋やフェリーなどは利用しない（生前は尾道大橋を渡ったことが一度もなかったが、亡くなってからお棺に納められて霊柩車で火葬場へ運ばれる時に初めて尾道大橋のお世話になった）。そしてさらには1人息子の昌文が実家を継がずに上京したことや香里と恋愛結婚及びできちゃった結婚したことも快く思っておらず、そのため香里やエリカのことも快く思っていない（昌文が子供の頃は彼のことをとても可愛がっており、よく向島までメダカやドジョウを捕りに連れて行っていた）。作中では普段メガネをかけているが、実は伊達眼鏡である。趣味は日本刀鑑賞。由太とは違って泳ぎが得意であり、向島までは泳いで渡ろうとして尾道水道へ飛び込んで泳ぎ出す程である。さらには手品も得意であり、由太の通信簿を丸めてゴミ箱に投げ捨てたように見せたり、弥勒様の小指をミカリのブラウスのポケットに分からないまま入れたりした（ミカリのブラウスのポケットに弥勒様の小指が入っていたのが分かったのは彼女の母が彼女のブラウスを洗濯しようとした時である）。ふんどしを着用している。由太の夏休み後半に突然倒れて救急車で病院へ運ばれ、それから花火大会の日に亡くなったが、終盤では亀乃とお玉と共に空を飛んで由太の元へ現れた（妻の亀乃は自身が亡くなってしばらくしてから亡くなった）。
原作ではメガネをかけているという描写は一切なく、それに水色でひょうたん柄の着物をいつも着ており、ちなみに元教員だということまで明かされていない。
賢之助は賢司郎の祖父であり、由太にとって高祖父にあたる。賢司郎に輪をかけて厳しい性格で、孫が悪いことをした時などにお仕置きをする。メガネはかけておらず口ひげを生やしているが、同じような和装姿なため賢司郎とそっくり。賢司郎が過去の向島へ訪れた時には多吉や過去の中村和尚などから賢之助と間違えられている。ちなみにその賢之助は映画のオリジナルキャラクターであり、原作には登場していない。
大井由太（ボケタ）
演 - 厚木拓郎
小学生で5年B組に所属。日常的によく考え事をしているが、周りからは「ボケっとしている」と思われている。夏休みの間は父（パパ）の実家で賢司郎に見張り役というへんてこなアルバイトをすることとなる。尾道へは小学校入学前に行ったことがあるため賢司郎とも面識はある。冒頭の尾道に行く前に、香里から「あんたは無愛想だから、とにかくニコニコしていなさい」と言われたため、尾道にいる間は時々愛想笑いをしている。勉強はあまり得意ではなく、それに賢司郎と違って水泳も苦手。本人は「僕はママ似」と認識している。現在は恐竜に興味を持っており、『世界恐竜大図鑑』を欲しがっている。
原作では一人称が僕ではなく俺であり、それに小学校の3年生ぐらいということになっており、しかも考え事ばかりしているという描写や恐竜に興味を持っているという描写などは一切ない。
大井亀乃
演 - 菅井きん
賢司郎の妻で、由太の祖母。東京からやって来た由太を尾道駅で出迎え、自宅に行く道すがら賢司郎の奇妙な言動について話す。また自宅に着いた後由太に賢司郎のおかしな行動を撮影した証拠ビデオを見せて、夏の間夫に付き添ってくれるよう告げる。賢司郎とは見合い結婚で夫婦仲は悪くはないが、賢司郎の最近の変な言動に手を焼いている。賢司郎からは内心「わしがおかしな行動をするのを密かに楽しみにしている」と思われており、陰で「ババァ」呼ばわりされている。賢司郎が亡くなってしばらくしてから後を追うように亡くなり、賢司郎とお玉と共に空を飛んで由太の元へ現れた。
原作では下の名前まで明かされておらず、それに賢司郎の亡き後に亡くなって空を飛んだという描写は一切ない。
少年時代の賢司郎〈賢司郎〉
演 - 久光邦彦
過去のシーンに登場。本作ではシーンによって、現在の賢司郎と別人格として同時に登場したり、現在の賢司郎が〈賢司郎〉の姿に変わる場合がある。
麦わら帽子に、白地に黒い井桁絣（いげたがすり）の着物を着ている。お玉に好意を寄せている。ある日野原で2人で会った時にお玉からお願い事をされ、彼女と指切りげんまんをする。おじいさんとなった現在の賢司郎とは違い気弱な性格。自身は多吉と特に親しいと思っていないが、彼に渋々付き合ってあげている状態。
魚谷の多吉
演 - 小磯勝弥
過去のシーンに登場。漁師の息子。故人。通称・“ホラタコの多吉”。ボロボロで汚れた丈の短い着物を着ている。「海辺で自分と同じくらいの大きなタコと決闘した」と周りの人に話したことから、「ホラを吹く」から転じて“ホラタコの多吉”と呼ばれるようになった。〈賢司郎〉のことを一方的に慕っており、“賢司郎様”と呼んで勝手に彼の家来のように振る舞っている。漁師である父親と共に採れたての魚を毎日長恵寺に届けていることから、過去の小林和尚とも顔見知り。長恵寺の弥勒様にとまったタマムシを採ろうとしてその弥勒様の手首を折った張本人であり、それがきっかけでバチが当たったらしく、海辺で決闘した大きなタコにくわえ込まれて死亡した。
原作では漁師の息子ではなく三島屋という大きな荒物問屋の息子であるため三島屋の多吉となっており、それに本名が中村多吉だということが明かされている。しかし海辺で大きなタコと決闘してその大きなタコにくわえ込まれて死亡したという描写は一切なく、関東大震災で死亡したということになっている。
お玉（小林玉）
演 - 宮崎あおい
過去のシーンに登場。ミカリの祖母の妹(大叔母)にあたる。故人。70年ほど前の11歳の頃に肺病を患い、以降多くの時間を長恵寺の自室で過ごした。生前、医者が「今年の夏頃まで持つかどうか」と家族に告げるのを偶然聞いたため、自身の余命を知っていた。「ジョスランの子守歌」が好きで、生前は自室の蓄音機でよく聴いていた。終盤では賢司郎と亀乃と共に空を飛んで由太の元へ現れた。
映画のオリジナルキャラクターであり、原作には登場していない。

### 向島（現在）の主な人たち
小林ミカリ
演 - 勝野雅奈恵
中学生ぐらい。自宅は長恵寺。夏休みのある日向島の海で海水浴をしていた所、潮干狩りに来た由太と出会う。由太と共に、向島の地元の人から多吉の過去の話を聞いたことで、彼を連れて長恵寺に向かう。そこでは小指のない弥勒像、現在開かずの間となっているお玉の部屋など色々と案内し、自身が知っていることを伝える。また、自室ではタマムシを飼っている。明るく快活な性格だが、あずき屋で由太が頼んだ白玉をつまみ食いするなど少々行儀が悪い所がある。賢司郎が亡くなった時はその葬式の時に号泣し、その後自身が飼っていたタマムシが死んでからそれを標本にして東京へ帰ることになった由太に尾道駅でプレゼントし、それから由太の帰りを亀乃と共に見送った。
原作では由太と同じ小学生ぐらいであり、それに大のファミコン好きなためよくファミコンで遊んでおり、特にスーパードラモンというゲームソフトにハマっている。
小林雪路
演 - 入江若葉
ミカリの母。亀乃とは顔馴染み。長恵寺で暮らす。亀乃と電話でやり取りし、多吉について尋ねられる。ミカリと海に訪れた所、後からやって来た由太と亀乃とあずき屋に訪れて談笑する。その時ミカリが、由太が食べようとした白玉をつまみ食いしたため、「そんな悪いことしたらバチが当たるよ」とたしなめる。
小林法善/小林法弘
演 - 上田耕一（一人二役）
曹洞宗の長恵寺の現在と過去の和尚。名乗るシーンがないためどちらが現在の和尚かは不明。
現在の和尚は、数日前に行われた磯谷家の葬儀でお経をあげるが、その後りんを鳴らしながら参列者と一緒にラジオ体操を踊る。
過去の和尚は、「娘の病気が移る恐れがある」との理由で〈賢司郎〉がお玉に会うのを断ろうとする。ある日、寺に鎮座する弥勒像の右手が取れているのを見つけ、その直前に逃げた犯人の後ろ姿が多吉に似ていたことから彼を捕まえようとする。

### 東京の人たち
大井昌文
演 - 嶋田久作
賢司郎の息子で由太の父（パパ）。尾道にて賢司郎と亀乃の1人息子として生まれ、東京へ上京して知り合った香里と恋愛結婚し、それからは都心からほど近い新興住宅地で家族と暮らしている。表向き“夏休みの間由太を鍛えてやってほしい”ということにして、賢司郎が本当にボケたのかを由太に確かめさせに行く。由太が尾道に行ってから被る麦わら帽子は、元々自身が子供時代に使っていた物。その後夏休みの後半に賢司郎が倒れて病院に運ばれたという知らせを聞いて生まれ故郷である尾道のほうへ香里と共に足を運ぶ。
子供の頃は父の賢司郎にとても可愛がられており、よく尾道の向島までメダカやドジョウを捕りに連れて行ってもらっていた。しかし尾道の実家を継がずに上京しては香里と恋愛結婚をし、それ以来賢司郎からはずっと快く思われていなかったが、倒れて亡くなる前の賢司郎からは「恋愛結婚もいいもんじゃろうのう」と言われた。
原作では喫煙者という描写もあり、そのため本の中のイラストでは喫煙の場面が描かれている。
大井香里
演 - 松田美由紀
由太の母（ママ）で昌文の妻。義母の亀乃からの電話で義父の賢司郎が認知症の症状が現れたとの話を聞く。その電話で聞かされた、「賢司郎が無関係の葬式（磯谷という家の葬式）に突然現れ、参列者にラジオ体操の号令をかけた」という話を由太に伝える。せっかくの夏休みを賢司郎と過ごすことに消極的な由太に「アルバイト代出すから」とお願いする。
夫の昌文とは恋愛結婚をし、おまけにできちゃった結婚であったため義父の賢司郎からずっと快く思われていなかったが、倒れて亡くなる前の賢司郎からは「由太のような考え深いいい子を産んでくれてありがとう」と言われた。
原作では下の名前まで明かされていない。
大井エリカ
演 - 佐野奈波
由太の姉。高校3年生で受験生。メガネをかけている。冒頭で、賢司郎が両親（昌文とエリカ）の恋愛結婚及びできちゃった結婚を快く思っておらず、その赤ん坊だった自身のことも嫌っているということを由太に伝える。現在は志望大学への進学を目指しているため、夏休み中も自宅で受験勉強に励む（夏休み後半に祖父の賢司郎が亡くなるが、自身は受験勉強が忙しくて賢司郎の葬式にも行けずにいた）。その後尾道から帰宅した由太と、尾道での夏休みについて会話する。
原作には名前は登場するが、容姿は一切描かれておらず、それに台詞も一切ない。
長谷川雄太（デキタ）
演 - 山本静孝
由太のクラスメイト。とても頑張り屋で勉強が出来て成績優秀であり、テストも真っ先に出来る程であるためみんなから「デキタ」と呼ばれている。
川原勇太（チョロタ）
演 - 山内秀一
由太のクラスメイト。すばしっこくって調子が良く、みんなから「チョロタ」と呼ばれており、クラスの人気者である。先生からも可愛がられている。
優太・モンゴメリィ・高橋（モテタ）
演 - 石井浩太郎
由太のクラスメイト。とてもハンサムでカッコ良くてスポーツ万能であり、女子達にモテモテなためみんなから「モテタ」と呼ばれている。
映画のオリジナルキャラクターであり、原作には登場していない。
椎名真弓
演 - 石田ひかり
由太たち5年B組の担任教師。由太からは、「学校一の美人の先生」と評されており彼に好かれている。由太が日常的に考えすぎることについて、作中で持論を述べる。夏休みを前に5年B組の生徒たちに注意事項と、9月に元気に登校するよう告げる。
映画のオリジナルキャラクターであるため原作には登場しておらず、しかも由太の担任教師がどんな先生なのか明かされていない。

### その他の人たち
久保勝彦
演 - 林泰文
過去の向島のシーンに登場。昌文の小学生時代の担任教師。顔の右頬に大きなホクロがあるのが特徴。国民服を着ている。由太を昌文と間違え、彼が自身の携帯ラジオを“壊した”(実際に壊したのは多吉)罰としてラジオ体操の号令をかけるよう命じる。ちなみに作中の勝彦の声は、機械で音声処理されている模様。
岩下吾一
演 - 海老原辰太郎(現:二階堂新太郎)
過去の向島のシーンに登場。昌文の小学校時代の同じクラスの生徒。久保と同じく国民服らしき服装をしており、由太を小学生時代の昌文と間違える。数日前にクラスメイトと金を出し合って購入した久保への結婚祝いの贈り物を“昌文が壊した”として皆の前に連れて行く。
過去の長恵寺の関係者
演 - 大前均（長介）、ミッキー・カーチス（作兵衛）、
過去の向島のシーンに登場。長介は、長恵寺の中年坊主。作兵衛は詳しくは不明だが、寺の敷地内の植物の手入れなどの雑用をする寺男らしき人。過去の小林和尚から、「弥勒像の手が壊れ、直前に逃げた男の後ろ姿が多吉に見えた」と聞いて、彼を犯人と決めつけて捕まえようとする。
葬式でビデオを撮る男
演 - 天宮良
現在の祖父宅がある地元のシーンに登場。葬式に現れた無関係の賢司郎が、遺族や参列者と共にラジオ体操をする様子をビデオで録画する。後日この映像は、亀乃により“賢司郎のおかしな言動”の証拠ビデオとして由太に見せられる。
磯谷和高
演 - 大和田伸也（友情出演）
現在の祖父宅がある地元のシーンに登場。葬式に現れた無関係の賢司郎が、参列者にラジオ体操の号令をかけたため戸惑いながらも、自身も位牌を持ったまま家族と一緒に体操をする。
白玉団子を食われる家の夫と妻
演 - ベンガル（夫）、根岸季衣（妻）（両者とも友情出演）
現在の祖父宅がある地元のシーンに登場。ある日、家族との食事中に突然自宅に上がり込んで来た賢司郎が、仏壇のお供え物の白玉団子を食べ始めたため驚く。賢司郎から「こんなマズいものを食わせるとは何事じゃ！」と団子を投げつけられる。
あずき屋浩助
演 - 山本晋也
現在の向島のシーンに登場。あずき屋を営む。由太とヒカリが客として訪れる。高齢の父から聞いた、1922年に“ホラタコの多吉”が長恵寺の弥勒像の指を壊し、その翌日海で大ダコにくわえ込まれて死んだ話を由太たちに聞かせる。
あずき屋の娘・みなみ
演 - 芥川志帆
現在の向島のシーンに登場。小学校低学年ぐらいの女の子。自宅が経営するあずき屋でバイトしており、客としてやって来た由太やミカリたちが注文したデザートを配膳する。

## スタッフ
- 監督・編集：大林宣彦
- 企画・製作・プロデューサー：芥川保志、大林恭子
- 原作：山中恒『とんでろ　じいちゃん』旺文社刊
- 脚本：石森史郎、大林宣彦
- 音楽：學草太郎、山下康介
- 編曲・指揮：山下康介
  - 主題歌：『あの、夏の日』（作詞・作曲：學草太郎、編曲：山下康介、コーラス：コールリリック）
  - 主題歌：『やくそく』（作詞・作曲：學草太郎、編曲：山下康介、唄：佐野奈波）
- 挿入歌：『ジョスランの子守唄』（訳詞：近藤朔風、作曲：バンジャマン・ゴダール、唄：中村淑子、伴奏：日本ビクター・サロン管弦楽団）
- 撮影：坂本典隆
- 美術：竹内公一
- 照明：西表灯光
- 音響デザイン：林昌平
- 録音：内田誠
- ビジュアルエフェクト：徳永徹三
- 方言指導：吉田多美重
- 方言指導協力：大原穣子
- SPECIAL THANKS：高橋士郎

## その他
当時中学生であった宮崎あおいのヌードシーンが含まれており、宮崎がブレークした後にお宝発掘のような形で、雑誌やファンの間で一時話題となったこともあった（とは言っても、大事な部分は草や手で隠されている）。